# Ewan Bertheau
Pour les articles homonymes, voir Bertheau.
Pas d'image ? Cliquez ici

a Compétitions nationales et continentales officielles uniquement.

Dernière mise à jour le 2 septembre 2023.
Ewan Bertheau, né le 5 juillet 2001, est un joueur français de rugby à XV. Il évolue au poste de troisième ligne aile à l'USA Perpignan en Top 14.

## Biographie
Ewan Bertheau découvre le rugby à XV au CA Lormont à l'âge de 5 ans puis rejoint l'Union Bordeaux Bègles en 2009. En 2019, il rejoint le centre de formation de l'USA Perpignan. Il fait ses débuts en Top 14 en septembre 2022.
En mars 2023, il est prêté au Biarritz olympique jusqu'à la fin de la saison.